# Ștefan Tomșa al II-lea

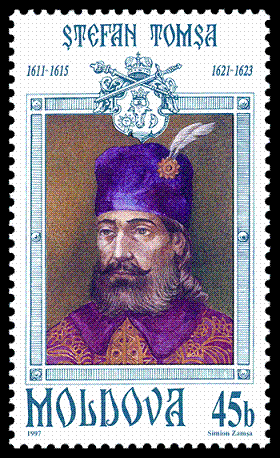

Ștefan Tomșa al II-lea (sau Ștefan al IX-lea Tomșa; n. 1564? – d. 1623?) a fost Domn al Moldovei în perioadele (20 noiembrie 1611 - 22 noiembrie 1615) și (septembrie 1621 - august 1623). 

## Biografie
Originea lui este incertă: unele izvoare spun că era om de rând din ținutul Putnei, iar alte documente precizează că era "os domnesc", fiind feciorul lui Ștefan al VII-lea Tomșa. Următorul fapt poate înclina balanța spre ultima ipoteză: în anul 1611, marele vizir Nasub-pașa preciza sultanului că "pribeagul iaste ficiorul răposatului Tomșa-Vodă" și Ștefan a primit steag de domnie.
În anii anteriori, Ștefan Tomșa învățase meseria armelor participând la luptele dintre francezi și spanioli în Pirinei. Fusese lefegiu în armata lui Ștefan Bathory, iar mai târziu intră în armata turcească participând la un război cu perșii.
Ajunse domn în Moldova în plin război deoarece țara era teren de bătaie dintre poloni și turci. Boierii filopoloni și anume logofătul Stroici, Nicoară Prăjescu, Dumitru Buhuș, Pătrașcu Ciogolea erau împotriva lui, știind că noul domn lua locul lui Mihail Movilă în lupta dintre poloni și otomani. Partida filopolonă și antiotomană din Moldova, în frunte cu paharnicul Busuioc și vornicul Nistor Ureche, s-au refugiat în Polonia pentru a cere sprijin militar împotriva noului domn.
În vara lui 1612 hatmanul Zolkiewski, panul Ștefan Potocki și Constantin Movilă intră în Moldova. Domnitorul strânge oaste având în slujba sa foștii căpitani ai lui Mihai Viteazul, pe Mîrza, Gheța și pe sârbul Gheorghe Rat. Primise sprijin și de la turci și tătari, cavaleria lui Cantemir Bei și corpuri de oaste conduse de Hussein-aga și Magyar-oglu-Pașa. Armata polonă a fost înfrântă la Cornul lui Sas, unde Potocki cade prizonier și este întemnițat iar Constantin Movilă moare la trecerea Nistrului. Ridicând în ranguri boieri noi, pe Mîrza (vel-vornic), Costache Roșca (vel-vistiernic), Ștefan Vodă se răzbună asupra boierilor filopoloni. De altfel, lui i se mai zicea și "voievodul săracilor" deoarece era bun și drept cu țăranii, știind că boierimea făcea multe necazuri țăranimii.
În politica externă Ștefan Vodă, împreună cu Radu Mihnea, au întreprins o expediție militară în Transilvania, sprijinindu-l pe Gabriel Bethlen să ajungă principe. Se încheiase apoi o alianță între cele trei țări, dar singurul care a respectat-o în adevaratul sens al cuvântului a fost domnul Moldovei.
În vara lui 1613 boierii filopoloni se răscoală din nou împotriva lui Tomșa, dar urzelile au ajuns la urechea domnitorului ce ia măsuri și decapitează 75 de dregători la un ospăț. Boierimea nu se lasă descurajată și se răzvrătesc din nou având capi pe vel-logofătul Nechifor Beldiman, vel-vornicul Baldovin, vel-hatmanul Sturza, bi-vel-vistiernicul Boul și pe vel-vornicul Mîrza cu mercenarii săi. În septembrie 1615 răzvrătiții înconjoară Iașiul cerându-i domnitorului să părăsească tronul. Răscoala a fost înfrântă de domnitor în confruntarea de la Fântâna lui Păcurar iar cei prinși au fost uciși.
Domnitorul a salvat Transilvania de pârjol tătăresc, convingându-l pe Cantemir-bey să își trimită hoardele în Polonia pe care hanul tătar a devastat-o. În noiembrie 1615 polonii au intrat în Moldova, iar oastea lui Tomșa a fost înfrântă pe dealul Tătaranilor. Domnitorul fuge din țară, iar Alexandru Movilă ajunge domnitor.
Tomșa redevine domn al Moldovei șase ani mai târziu. În cei doi ani de domnie, a căutat să ajungă la o înțelegere cu boierii, ba chiar și cu polonii. Se apucase înainte să ctitorească Mănăstirea Solca pe care n-a mai apucat să o termine. A fost mazilit și a murit printre străini pe malurile Bosforului.